# Voices (banda)
Voices foi um grupo feminino de música cristã contemporânea fundado no ano de 1997 e formado por seis cantoras já conhecidas no meio evangélico, as quais eram Marina de Oliveira, Fernanda Brum, Eyshila, Jozyanne, Liz Lanne e Lilian Azevedo (que entrou em 2005 para auxiliar o grupo após o afastamento de Jozyanne). O grupo estava previsto para durar pouco tempo. No entanto, a banda se manteve ativa por vários anos.
O grupo lançou nove álbuns de carreira, além de coletâneas e participações especiais em diversos álbuns de sua gravadora. Em janeiro de 2012, foi lançado o último álbum:Para Sempre, finalizando sua trajetória a somar 15 anos de carreira.

## História

### Carreira
Voices surgiu em 1997, a partir de uma ideia de Marina de Oliveira, que inicialmente gravaria um álbum direcionado para o exterior, a ser lançado na CD EXPO 97, uma vez que a sua gravadora (MK Publicitá) na época, não possuía nenhum título em língua hispana ou inglesa. Para isso, Marina convidou Fernanda Brum para lhe auxiliar nesse projeto. Porém, como as duas tinham timbres diferenciados e pouca experiência em harmonias e vocais, Fernanda convidou Eyshila para participar e cuidar da produção vocal do trio.
Todo o processo de escolha de repertório, gravação e mixagem do primeiro CD foi concluído em 15 dias. Como havia prazo para entrega do produto final e, nessa época, Fernanda Brum já possuía uma agenda apertada e com muitas viagens, não pôde participar de todos os vocais. Para auxiliar, e então fazer algumas canções na ausência da Fernanda, Eyshila convidou sua amiga Jozyanne. Quando Fernanda voltou de viagem, as meninas decidiram por mantê-la no grupo, devido à harmonia proporcionada por sua participação. Durante as gravações, Liz Lanne acompanhava e auxiliava sua irmã Eyshila e suas amigas, foi então que, em uma das gravações, as meninas a convidaram para participar em uma canção do álbum. Posteriormente, a cantora tornou-se integrante do grupo. Com o produto pronto, Yvelise de Oliveira, que era a presidente da gravadora, aprovou o grupo com as cinco integrantes.
Gravaram juntas o primeiro disco: Colores Del Amor que foi totalmente voltado para o exterior e seria lançado na Expolit, uma feira internacional de música em que a gravadora começava a apresentar seus produtos. Fazendo o caminho contrário dos cantores que se consagram primeiro no Brasil, para depois buscarem o mercado exterior, o grupo se lançou inicialmente em Los Angeles, Estados Unidos. O sucesso também no mercado nacional impulsionou o grupo a lançar, em 1998, um CD em português: Corações Gratos.
Dois anos depois do primeiro álbum, em 2000, a banda lança seu segundo projeto em língua portugesa, intitulado Por Toda Vida, alcançando o primeiro Disco de Ouro do grupo por mais de 100.000 cópias vendidas. O álbum foi lançado no dia 4 de setembro de 2000 no Rio de Janeiro, na casa de shows Olimpo e, no mesmo dia, o grupo gravou o seu primeiro projeto de vídeo, com músicas inéditas do novo CD e algumas canções do álbum anterior, lançado em VHS e, posteriormente, relançado em DVD.
A experiência de mãe das cantoras acabou levando-as ao desejo de produzir um CD de músicas infantis, resultando no lançamento do CD Coração de Criança, em 2001, com o produtor e arranjador Emerson Pinheiro. Dance, forró, rock, blues, timbalada e frevo são alguns dos ritmos que foram explorados nesse CD.
Em 2002, chega o CD Aliança. A canção "Sai", composição de Eyshila, foi o grande sucesso deste trabalho, que teve arranjos de Emerson Pinheiro e produção vocal de Marquinhos Menezes (marido de Lilian Azevedo).
O sexto CD do grupo recebeu o nome Acústico e foi lançado em 2005. A cantora Jozyanne decide deixar o grupo para se dedicar, exclusivamente à carreira solo e é substituída pela cantora e fonoaudióloga Lilian Azevedo, que já acompanhava o grupo há algum tempo. Comentando o disco, a banda afirmou: "É ótimo fazer CD do Voices, mais fácil de preparar do que um CD solo. Apresentamos ideias; o Emerson, traz outras. Porém com um monte de cabeça pensando, demoramos um pouco mais para chegarmos a um acordo. Mas a gente já aprendeu, durante todo esse tempo de convivência, a se respeitar muito, a entender o ponto de vista de cada um. O Voices está mais maduro".
Meses depois, dia 27 de abril de 2005, o grupo lançou oficialmente o CD com uma noite de autógrafos e gravou ao vivo o DVD Acústico & Ao vivo, no teatro Odylo Costa Filho, da Universidade do Estado do Rio de Janeiro (Uerj). O evento marcou a saída de Jozyanne que a partir daí segue em carreira solo e a chegada da nova integrante Lilian Azevedo, fonoaudióloga e backing vocal, que foi convidada para entrar no grupo justamente enquanto gravava os vocais do CD Acústico.
A troca de Jozyanne por Lílian aconteceu durante a gravação do DVD, em pleno palco da Uerj. Ao som de "Hello, Goodbye" que o Voices gravou no CD anterior, Aliança – as quatro integrantes originais se despediram de Jozyanne e prosseguiram o show com Lílian. Estava apresentado ao público, ao vivo, o novo Voices. A gravação do DVD Acústico contou com a banda Quatro por Um, um sexteto de cordas e os vocalistas Wilian Nascimento, Jane, Ítalo e o grupo Vocalize (Jairo Bonfim, Jozy e Joelma Bonfim). O clima acústico só foi quebrado, em algumas faixas, com presença da guitarra. Lílian, por sua vez, entrou no palco já na segunda faixa, "Na Presença do Rei", apresentada por Jozyanne, e permaneceu até o final.
Em 2007 o grupo grava o CD Sobreviverei. Comemorando 10 anos de trabalho musical, O CD marca a estreia de Lilian Azevedo, que pela primeira vez participa de um álbum como integrante do Voices. A princípio o título do CD seria Voices Hoje, mas Eyshila e Marina de Oliveira decidiram mudar para o nome Sobreviverei.
Em 2008 gravaram o CD Natal. É uma produção musical de Emerson Pinheiro. O disco temático tem um repertório que inclui as tradicionais "Noite de Paz" (da Harpa Cristã) e "Vamos Festejar o Natal" (versão feita por Eyshila), além de outras oito canções inéditas, compostas pelos irmãos Freire (Adelso, Adilson, Dirceu e Anderson), da banda Giom, além dos compositores Junior Maciel, Aretusa, Livingsthon Farias, Dalvimar Gallo, Fernanda Brum seu esposo, Emerson Pinheiro, que além de produzir o CD, assina duas faixas. O grupo sempre teve esse sonho de gravar um CD de Natal. A gravadora MK Music decidiu colocar o projeto em prática, e realizar o sonho das cantoras.
Em 2012 lançaram o último CD de carreira, Para Sempre. Todo o processo de produção do projeto levou cerca de um ano para ser concluído. A princípio a ex integrante Jozyanne também participaria desse último trabalho do grupo, mas de última hora não foi possível, devido a algumas cláusulas de contrato com a sua atual gravadora Central Gospel Music, o que a possibilitou de participar somente do vocal de algumas canções. Jozyanne se pronunciou em seu blog oficial, dizendo:
| “ | Por ter feito declarações sobre minha participação no CD do GRUPO VOICES em respeito a todos aqueles que acompanham o meu ministério, responderei em síntese o ocorrido. Para que ninguém se aproveite dessa situação para fazer comentários indevidos. O que aconteceu foi que como recebi o convite para participar na integra deste cd no ano de 2009, foi percebido que pela minha atual situação de não mais pertencer ao casting da gravadora, hoje seria inviável a minha participação como proposto no início, deste projeto por inteiro, por motivos contratuais, por isso o projeto seguiu sem a minha participação. Mas tenho absoluta certeza de que o cd continuará sendo uma benção na vida de muitos. A minha participação seria apenas mais um detalhe mediante ao conteúdo do cd, que por sinal tem um repertório lindo e que quem acompanha a trajetória do grupo vai gostar. | ” |

A faixa de trabalho, que marcou e encerrou os 15 anos do Grupo, foi "Aguenta Firme", uma regravação da cantora Ludmila Ferber. As cenas do clipe "Aguenta Firme" refletem a história de Eyshila, quando fez uma operação nas cordas vocais em 2008 e ficou sem voz durante um ano. Há também partes baseadas no momento que Fernanda viveu quando estava grávida de Laura, sua filha mais nova. Fernanda sofreu alguns abortos espontâneos.
O clipe também conta com o testemunho de superação da diretora artística e cantora da MK Music, Marina de Oliveira, que em 2010 passou por um momento de muita dor, quando perdeu seu marido e seu irmão em um acidente de ultraleve, no Rio de Janeiro. O lançamento do CD foi no dia 14 de março de 2012, na Igreja Batista Central da Barra durante a Quarta Profética.

### Reunião
A banda se reuniu em 2016 e fez uma apresentação única e exclusiva na Conferência Profetizando às Mulheres, no centro de convenções Rio Centro, no Rio de Janeiro. As seis cantoras, juntas, cantaram músicas como "Pisa no Inimigo", "Pelo Fogo", "Aguenta Firme" e "A Maior Oração".
Em 2017, o grupo se reuniu mais uma vez para o projeto "Grandes Encontros MK 30 Anos". As seis integrantes interpretaram a canção "Faça um Teste" da cantora e diretora artística da MK Music, Marina de Oliveira.
Em 2018, o grupo novamente se reúne, agora para homenagear Manuela, filha da Jozyanne, em seu aniversário de 15 anos. O grupo Voices interpretou a canção "Raridade", do cantor Anderson Freire, com um novo arranjo. Cada integrante ganhou um solo para a canção e, logo, todas cantaram em harmonia vocal. Excepcionalmente, a cantora Liz Lanne não participou desse reencontro, por motivos de residir em Portugal, ficou inviável sua presença, mas ela gravou uma mensagem para a homenageada. Essa homenagem foi gravada e postada no canal oficial da cantora Jozyanne no YouTube, batendo mais de 100 mil visualizações em 1 semana, sendo um dos vídeos mais vistos do canal.
Em 2021, o grupo se reencontra novamente para um evento realizado na Rádio 93FM do Rio de Janeiro, na sede da MK Music, chamado "Elas Cantam Voices", dentro do quadro Acústico 93. Na ocasião, as cantoras Graciele Farias, Paola Carla, Francielli Santos, Gabi Oliveira e Bruna Karla homenagearam o grupo Voices, cantando alguns dos maiores sucessos da carreira do grupo. No dia da gravação, a cantora Fernanda Brum não pôde estar presente, mas as outras cinco integrantes, juntas, interpretaram as canções "Por Toda Vida", "Aguenta Firme" e como encerramento do projeto, "Pisa no Inimigo", juntamente com as cantoras convidadas. Há também um dueto de Jozyanne e Marina de Oliveira na canção "Pelo Fogo".

## Discografia

### Álbuns de estúdio
- 1997: Colores del amor
- 1999: Corações Gratos
- 2000: Por Toda Vida
- 2001: Coração de Criança
- 2002: Aliança
- 2005: Acústico
- 2007: Sobreviverei
- 2008: Natal
- 2012: Para Sempre

### Coletâneas
- 2005: MK CD Ouro: As 10 Mais de Voices
- 2008: O Melhor da Música Gospel - Edição 14 com Voices
- 2010: Falando de Amor
- 2014: Gospel Collection[14]

### Videografia
- 2001: Por Toda Vida... (VHS)
- 2004: Por Toda Vida... (Relançamento em DVD)
- 2006: Voices Acústico & Ao Vivo
- 2012: MK Clipes Collection - Voices